# 则克台镇
则克台镇，是中华人民共和国新疆维吾尔自治区伊犁哈萨克自治州新源县下辖的一个乡镇级行政单位。

## 行政区划
则克台镇下辖以下地区：
则克台街社区、则克台村、铁木里克村、阿克其村、阿西勒村和阔克英村。